# Баунах (река)
Баунах (нем. Baunach) — река в Германии, протекает по земле Бавария. Правый приток Майна. Речной индекс 2418. Площадь бассейна реки составляет 426,45 км². Длина реки 65,48 км. Высота истока 445 м. Высота устья 236 м.
Впадает в Майн близ населённого пункта Баунах.
Система водного объекта: Майн → Рейн → Северное море.